# Woud van de Semois en de Houille
Het Woud van de Semois en de Houille is een van de grotere bosmassieven in de Belgische Ardennen.
Het bosgebied ligt langs de oevers van de Semois en de Houille in de provincies Namen en Luxemburg, op het grondgebied van de gemeenten Bièvre, Gedinne en Vresse-sur-Semois (provincie Namen), Bertrix, Bouillon, Paliseul, Chiny, Florenville en Herbeumont (provincie Luxemburg). Het woud ligt gedeeltelijk in het Natuurpark Zuidelijke Ardennen. Bekende plekken zijn het park van Bohan-Membre, het Graf van de Reus en Croix-Scaille.
Grote delen van het woud zijn Europees beschermd als Natura 2000-gebied (onder andere Vallée de la Hulle (BE35040), Vallée de la Houille en aval de Gedinne (BE35039), Vallée de la Semois en aval d'Alle (BE35035), Bassin de la Semois de Bouillon à Alle (BE34042), Bassin de la Semois du Maka à Bouillon (BE34043)). Sinds 2022 maken delen van het woud deel uit van Nationaal Park Vallée de la Semois.

## Afbeeldingen

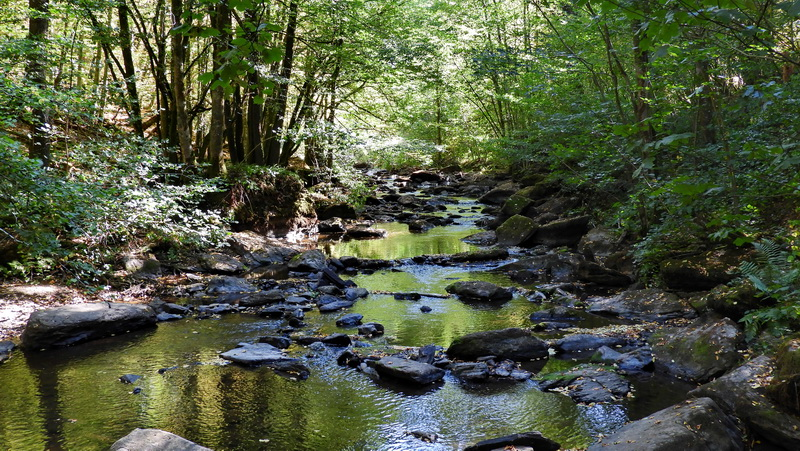
De Houille bij Vencimont
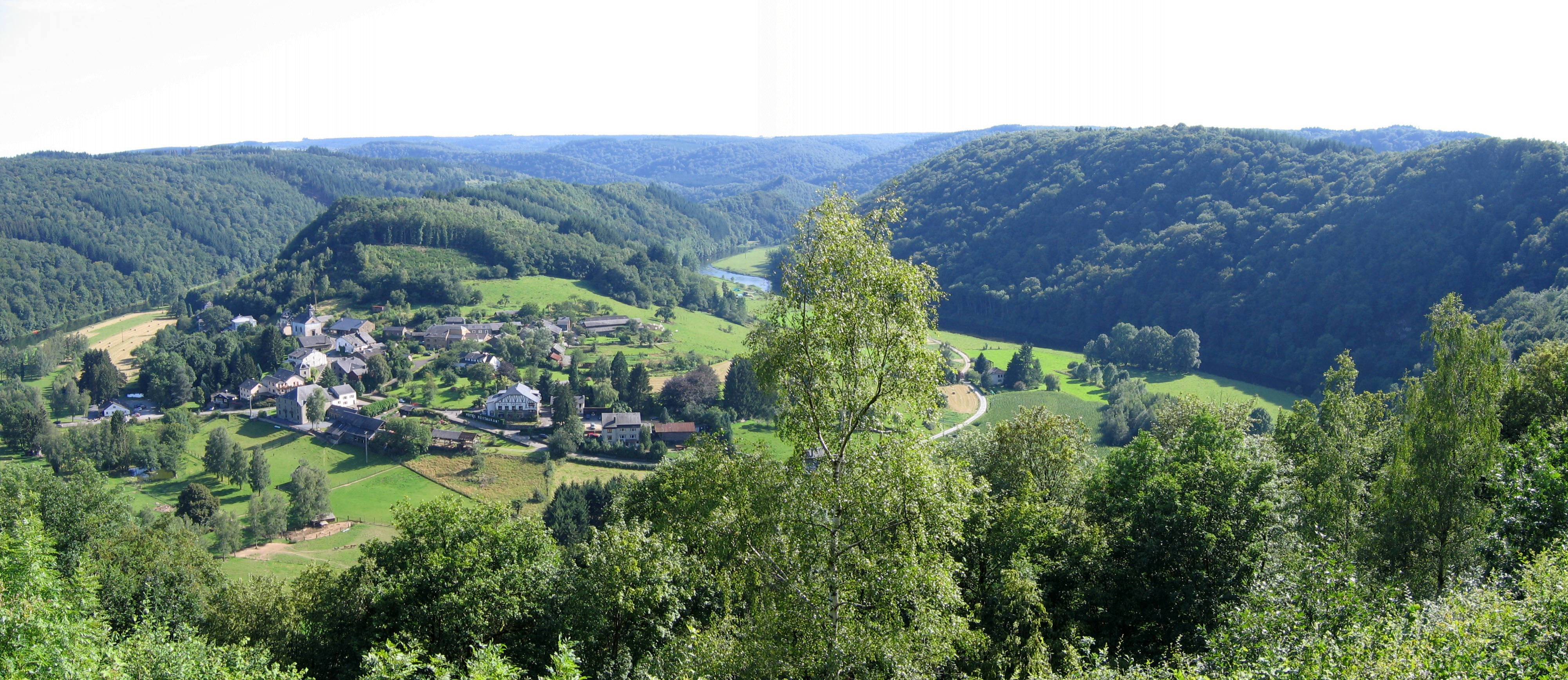
De Semois bij Frahan
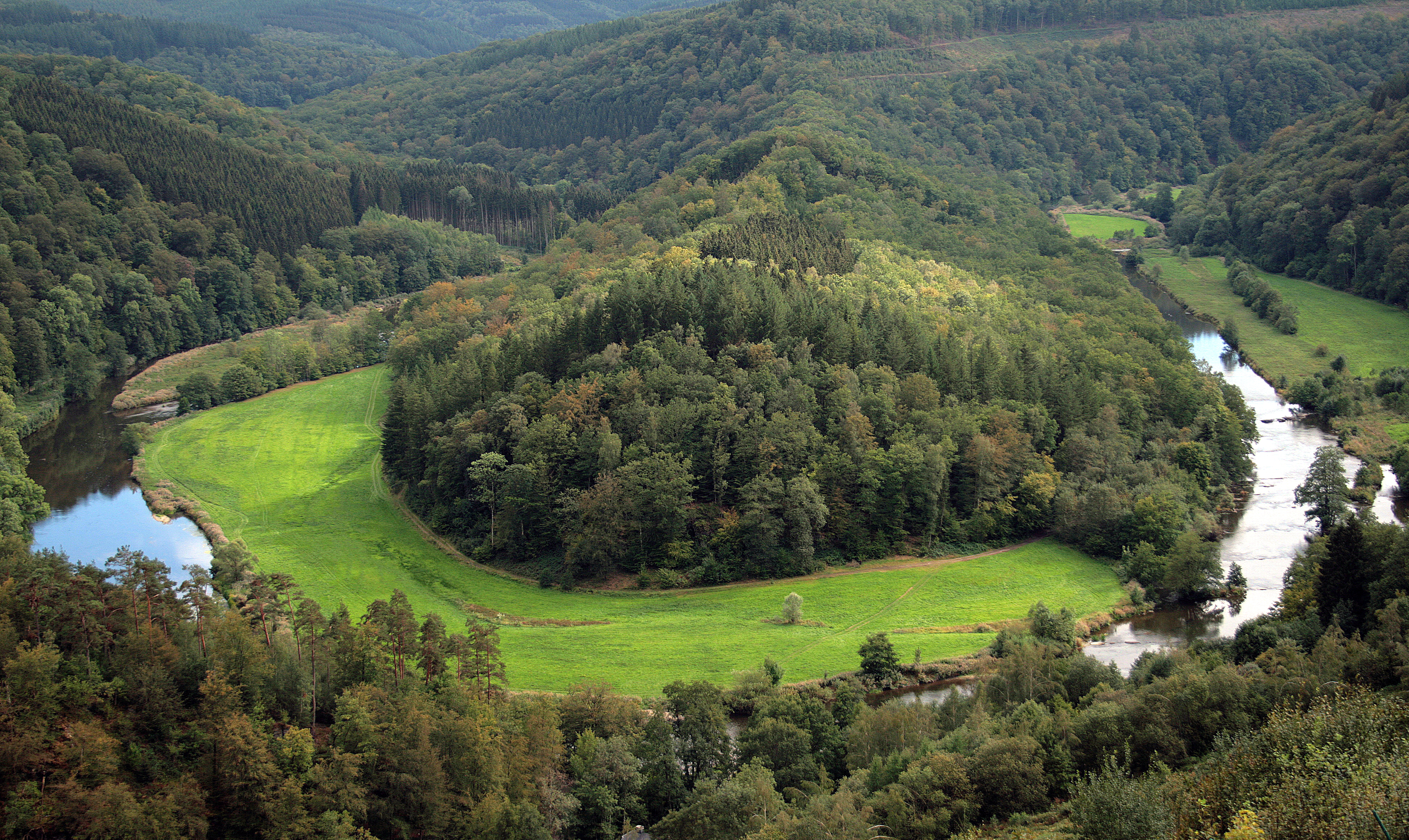
Het Graf van de Reus
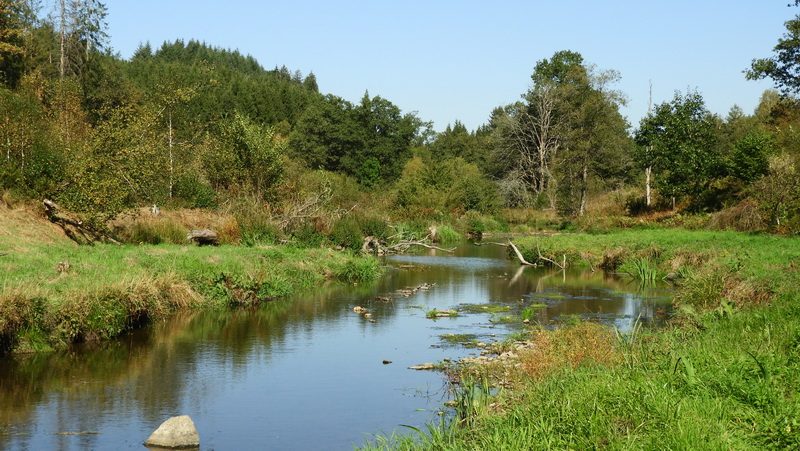
Beverdammen op de Houille